# Ludwig Vieli
Ludwig Anton Vieli, auch Louis Vieli (* 28. August 1808 in Rhäzüns; † 10. Juni 1867 ebenda), heimatberechtigt in Rhäzüns, Cumbel und Cazis war ein Schweizer Jurist und Politiker.

## Leben

### Familie
Ludwig Vieli entstammte der Familie Vieli und war der Sohn des Juristen und Politikers Balthasar Vieli (* 18. Oktober 1786 in Rhäzüns; † 2. Juni 1845 in Chur) und dessen Ehefrau Barbara, die Tochter von Ludwig de Caprez, Oberst in französischen Diensten.
Er war seit dem 30. Januar 1842 mit Josefina (geb. Baselgia) (* 1822; † Dezember 1908) verheiratet.

### Werdegang
Ludwig Vieli besuchte das Gymnasium (siehe Bündner Kantonsschule) in Chur sowie von 1825 bis 1827 das Gymnasium (siehe Katholische Kantonssekundarschule St. Gallen) in St. Gallen und anschliessend das bayerische Lzyeum in Dillingen (siehe Philosophisch-Theologische Hochschule Dillingen).
Er immatrikulierte sich 1827 zu einem Studium der Rechtswissenschaften und der Philosophie an der Universität Dillingen und setzte das Studium an der Universität München, der Universität Heidelberg und der Universität Lausanne fort; 1831 promovierte er zum Dr. jur.
Seit 1832 war er als Rechtsanwalt in Chur tätig.
Als Redaktor von 1836 bis 1839 des Grischun Romontsch gehörte er, gemeinsam mit Peter Anton de Latour (1778–1864) und Alois de Latour, zu den Pionieren der rätoromanischen Presse.
1842, 1848 und 1850 war er Landrichter und 1844 wurde er Mitglied des Kantonskriminalgerichts sowie 1857 des Kantonsgerichts.

### Politisches und gesellschaftliches Wirken
Ludwig Vieli war als Schulpolitiker katholisch-liberal und in der Bundesversammlung gemässigt konservativ.
In der Zeit von 1832 bis 1852 war er, mit einigen Unterbrechungen, Bündner Grossrat; in dieser Zeit war er auch von 1832 bis 1837 Landammann des Kreises Thusis und wurde 1842 Bundesstatthalter des Oberen Bundes.
Er war von 1843 bis 1844, von 1846 bis 1851 und 1853 Mitglied der Standeskommission und in der Zeit von 1835 bis 1848 mehrmals Tagsatzungsgesandter; er sprach sich auf der Tagsatzung unter anderem 1845 für die Vertreibung der Jesuiten aus.
1844 war er im Zentralkomitee des Eidgenössisches Schützenfestes in Basel und wurde 1849 in die Gesetzgebungskommission des Kleinen Rats gewählt; 1854 erfolgte erneut seine Wahl in den Kleinen Rat.
Von 1851 bis 1852, 1856 bis 1857, 1858 bis 1859 und von 1863 bis 1864 war er Ständerat; als alt-Ständerat war er 1860 und 1862 als Kommissar an den Verhandlungen mit der Regierung des Königreichs Sardinien über die Aufteilung der Güter der lombardisch-schweizerischen Bistümer (siehe Bistum Como und Bistum Lugano) beteiligt.

## Mitgliedschaften
Ludwig Vieli war seit 1836 Mitglied der Schweizerischen Gemeinnützigen Gesellschaft.